# Тихоокеанска чашковидна стрида
Тихоокеанските чашковидни стриди (Crassostrea gigas) са вид миди от семейство Стриди (Ostreidae).
Таксонът е описан за пръв път от Карл Петер Тунберг през 1793 година.